# 摩尼教殘經
《摩尼教殘經》，亦作《摩尼教經》，是英國考古學家斯坦因發現於莫高窟藏經洞的唐朝摩尼教遺書，為摩尼教敦煌漢語三經之一。現藏中國國家圖書館，編號BD00256。

## 簡介
1911年，羅振玉因不確定經文究竟屬於何種波斯宗教，故以《波斯教殘經》為名，將錄文刊佈在《國學叢刊》第二冊上。同年，法國漢學家沙畹和伯希和將殘經翻譯為法文，並考定為摩尼教殘經。該寫本為卷軸裝，卷首殘缺，現存345行，約七千字，是目前唯一一卷收藏在中國的漢文摩尼教經典。其行文模仿佛經，內容以教主摩尼和使徒末阿達之間的問答，來闡釋摩尼教關於人類自身明暗二性並存的教義。

## 另見
- 下部讚
- 摩尼光佛教法儀略
- 摩尼教抄本殘頁